# لوکاس دی یوریو
لوکاس دی یوریو (انگلیسی: Lucas Di Yorio؛ زادهٔ ۲۲ نوامبر ۱۹۹۶) بازیکن فوتبال اهل آرژانتین است.